# Mesenberg bei Wittlich
Das Naturschutzgebiet Mesenberg bei Wittlich liegt im Landkreis Bernkastel-Wittlich in Rheinland-Pfalz.
Das etwa 152 ha große Gebiet, das im Jahr 2004 unter Naturschutz gestellt wurde, erstreckt sich südwestlich der Kernstadt Wittlich. Unweit westlich und nördlich verläuft die Landesstraße L 141 und unweit südlich die  A 60. Die  A 1 verläuft östlich.
Schutzzweck ist die Erhaltung und Entwicklung des durch den Wechsel von vegetationslosen offenen Sandflächen bzw. Rohbodenflächen, Sandpionierflure, Ginsterheiden, Magerrasen, Brachflächen unterschiedlichster Art, Streuobstwiesen, Hohlwegen, Hecken, Gebüsch- und gut ausgeprägten Waldrandformationen, alt- und totholzreichen Laubmischwäldern, Feuchtwiesen und Hochstaudenfluren, temporären Stillgewässern reich strukturierten Gebietes im Naturraum Wittlicher Senke.